# イドラ級駆逐艦
| イドラ級駆逐艦     | イドラ級駆逐艦 |
| ------------------ | --- |
| 画像をアップロード | |
| 艦級概観           | |
| 艦種               | 駆逐艦 |
| 艦名               | |
| 前級               | エートス級 |
| 次級               | ヴァシレフス・ゲオルギオス級 |
| 性能諸元           | |
| 排水量             | 基準：1,389トン 満載：2,050トン |
| 全長               | 94.3m 92.4m（水線長） |
| 全幅               | 9.75m |
| 吃水               | 3.3m |
| 機関               | ソーニクロフト式重油専焼三胴型水管缶3基 +パーソンズ式ギヤード・タービン2基2軸推進                                                                 |
| 最大速力           | 44,000hp |
| 最大速力           | 38.0ノット |
| 航続距離           | 20ノット/5,800海里（重油：640トン） |
| 乗員               | 156名 |
| 兵装               | アンサルド 12cm（50口径）単装速射砲4基 ヴィッカース 4cm（39口径）単装機関砲3基 53.3cm三連装魚雷発射管2基 （コンドリティオスとイドラのみ機雷40発） |

イドラ級駆逐艦（イドラきゅうくちくかん、Hydra class Destroyer）はイタリアに発注されたギリシャ海軍の駆逐艦の艦級。

## 概要
本級はギリシャ海軍の1929年度計画に於いてイタリアから4隻の駆逐艦を発注したクラスである。本級はイタリア海軍のダルド級駆逐艦の第一グループをタイプシップに採り4隻が建造された。本級は第二次世界大戦前にギリシャ海軍が保有する軍艦の中で最新の一つであった。

## 外観
本級の船体形状はクリッパー型艦首から艦首甲板の乾舷部のみ高い短船首楼型船体を採用している。全く傾斜のない艦首甲板上に「12cm（45口径）速射砲」を防盾の付いた単装砲架で、1・2番主砲を背負い式で2基配置された。2番主砲の基部から上部構造物が始まり、頂部に測距儀を載せた箱型艦橋の両脇には船橋が付く。艦橋の背後に簡素な単脚檣、その後方に立つ1本煙突の周囲は艦載艇置き場となっており、2本1組のボート･ダビッドを片舷2組の計4組により運用される。2番煙突の背後の中央部甲板上に53.3cm三連装魚雷発射管が探照灯台を境にして直列に2基を配置していた。その後に後檣、後ろ向きに3・4番主砲が後向きに背負い式配置で2基の順である。

## 兵装

### 主砲、その他備砲、雷装
主砲はアンサルド社の「1926年型 12cm（50口径）速射砲」を採用した。その性能は重量23.15kgの砲弾を仰角45度で22,000mまで届かせられるこの砲を単装砲架で4基を搭載した。砲架の俯仰能力は仰角45度・俯角10度で旋回角度は左右150度の旋回角度を持っていたが実際は上部構造物により射界の制限を受けた。砲の旋回、砲身の上下・砲弾の装填の動力は人力を必要とした。発射速度は毎分6～7発である。
他に近接火器として「ヴィッカース・テルニ 4cm（39口径）ポンポン砲」を採用している。これを単装砲架で3基搭載した。他に主砲では手に負えない相手への対抗として53.3cm魚雷発射管を三連装で2基ずつ装備した。
1942年に本級は12cm速射砲1基と53.3cm三連装魚雷発射管1基を撤去し、替りに「7.6cm（40口径）高角砲」1基と「エリコン 2cm（76口径）機銃」を単装で2丁を追加装備した。

## 同型艦
- イドラ（Hydra, en:Greek destroyer Hydra (D97)）
  - イタリア、オデロ社セストリポネンテ造船所にて1930年起工、1931年10月21日進水、1932年11月竣工。ドイツ軍のギリシャ侵攻の際に1941年4月22日に戦没。
- コンドゥリオティス（Kountouriotis, en:Greek destroyer Kountouriotis (D99)）
  - イタリア、オデロ社セストリポネンテ造船所にて1930年起工、1931年8月29日進水、1932年11月竣工。1946年9月に除籍後、解体処分。
- スペツァイ（Spetsai, en:Greek destroyer Spetsai (D98)）
  - イタリア、オデロ社セストリポネンテ造船所にて1931年起工、1932年進水、1933年5月竣工。1947年9月に除籍後、解体処分。
- プサラ（Psara, en:Greek destroyer Psara (D96)）
  - イタリア、オデロ社セストリポネンテ造船所にて1931年起工、1932年進水、1933年5月竣工。ドイツ軍のギリシャ侵攻の際の1941年4月20日にサロニカ湾のメガラ沖でドイツ空軍機の攻撃によって撃沈された。